# مطار غليزان
مطار غليزان (إياتا: QZN، إيكاو: DAAZ)، وهو مطار للاستعمال التخصصي، يقع بالقرب من مدينة غليزان، الكائنة بـ ولاية غليزان، الجزائرية. يبعد عنها بحوالي 8 كم.

## الموقع الجغرافي
يقع مطار غليزان بالقرب من مدينة غليزان، الكائنة في الغرب الجزائري، وهي عاصمة ولاية غليزان، الجزائرية.

## الحركة الجوية
- المطار مقفل للرحلات العادية وهو قيد الدراسة لإعادة تأهيله.

## مشروعات مستقبلية
سيتم توسعة مطار غليزان ليصبح من بين أكبر مطارات الجزائر

## وصلات خارجية
- موقع وزارة النقل الجزائرية نسخة محفوظة 8 يناير 2018 على موقع واي باك مشين.
- موقع الشركة المشرفة على إدارة المطار
- الموقع الرسمي للخطوط الجوية الجزائرية

## الهوامش
1. ↑  Airport information for DAAZ at World Aero Data. Data current as of October 2006. نسخة محفوظة 03 مارس 2016 على موقع واي باك مشين.
2. ↑  ، جزايرس. نسخة محفوظة 12 أغسطس 2017 على موقع واي باك مشين.
3. ↑  ، يومية الشعب الجزائرية. نسخة محفوظة 11 أغسطس 2017 على موقع واي باك مشين.
4. ↑  ، يومية الفجر الجزائرية. نسخة محفوظة 11 فبراير 2018 على موقع واي باك مشين.
5. ↑  ، جريدة النصر. نسخة محفوظة 09 أغسطس 2017 على موقع واي باك مشين.
6. ↑  ، جريدة البلاد الجزائرية. نسخة محفوظة 12 أغسطس 2017 على موقع واي باك مشين.
7. ↑  ، وقت الجزائر. نسخة محفوظة 09 فبراير 2018 على موقع واي باك مشين.
8. ↑  ، آخر ساعة. نسخة محفوظة 11 أغسطس 2017 على موقع واي باك مشين.
9. ↑  ، النهار الجديد. نسخة محفوظة 07 أغسطس 2017 على موقع واي باك مشين.
10. ↑  ، الشروق الجزائرية. نسخة محفوظة 13 أغسطس 2017 على موقع واي باك مشين.
11. ↑  ، الخبر. نسخة محفوظة 12 فبراير 2018 على موقع واي باك مشين.
12. ↑  ، الجمهورية. نسخة محفوظة 05 يناير 2018 على موقع واي باك مشين.
13. ↑  ، Liberte. نسخة محفوظة 12 فبراير 2018 على موقع واي باك مشين.
14. ↑  ، El Watan. نسخة محفوظة 12 فبراير 2018 على موقع واي باك مشين.
15. ↑  ، المجاهد. نسخة محفوظة 13 أغسطس 2017 على موقع واي باك مشين.